# 7-я Словенская ударная бригада
7-я Словенская народно-освободительная ударная бригада имени Франце Прешерна (сербохорв. Седма словеначка народноослободилачка ударна бригада „Франце Прешерн“ / Sedma slovenačka narodnooslobodilačka udarna brigada "France Prešeren", словен. 7. slovenska narodnoosvobodilna udarna brigada «France Prešeren») — словенское подразделение Народно-освободительной армии Югославии. Была названа в честь поэта Франце Прешерна. Образована 6 августа 1943 на Шипке согласно распоряжению от 14 июля 1943, наименование получила с сентября 1943 года.

## Структура
В состав бригады входили штаб, три батальона, инженерный взвод и взвод связистов.

## Вооружение
На 15 ноября 1943 на вооружении бригады состояли 34 пистолета, 255 винтовок, 17 пистолетов-пулемётов, 30 ручных пулемётов и автоматических винтовок и 7 лёгких миномётов.

## Личный состав

### Командиры
- Иван «Игорь» Явор (12 — 14 июля 1943)
- Сильво «Сильван» Клачич (14 июля — 4 августа 1943)
- Милан Томинец (август 1943)
- Душан «Дуле» Швара (1 сентября — 6 октября 1943)
- Бранко «Матьяжек» Карапанджа (6 — 26 октября 1943)
- Франц «Славко» Ереб (26 октября — 27 ноября 1943)
- Рудолф «Сварун» Хриберник (27 ноября 1943 — 19 июня 1944)
- Янко «Стане» Презель (19 июня — 23 июля 1944)
- Карел Лесковец (23 июля 1944 — 10 марта 1945)
- Фердо «Мирко» Толар (с 14 марта 1945 и до конца войны)

### Политруки
- Иван «Изток» Франко (12 июля — 26 октября 1943)
- Людвик «Чрт» Петелиншек (26 октября 1943 — 15 марта 1944)
- Даворин Ферлигой (15 марта — 4 сентября 1944)
- Виктор Кирн (4 сентября 1944 — 10 марта 1945)
- Антон Селиншек (с 10 марта 1945 и до конца войны)

### Заместители командиров
- Сильво «Сильван» Клавчич (12 — 14 июля 1943)
- Милан Нашич (до 15 августа 1943)
- Франц «Чичарка» Врховшек (6 — 26 октября 1943)
- Албин «Кртина» Дролц (26 октября — 28 декабря 1943)
- Франц «Милче» Ернейц (14 — 31 января 1944)
- Янко «Стане» Презель (февраль — 16 марта 1944)
- Франц «Милче» Ернейц (22 марта — апрель 1944)
- Карел Лесковец (апрель — 23 июля 1944)
- Радо Якин (23 июля — декабрь 1944)

### Заместители политрука
- «Робин» (12 июля — 4 августа 1943)
- Бранко «Матьяжек» Карапанджа (сентябрь — 6 октября 1943)
- Франц «Боротин» Чопи (26 октября 1943 — 1 февраля 1944)
- Марьян Керн (1 февраля — 9 марта 1944)
- Петар «Перо» Алфиревич (9 октября — 20 октября 1944)
- Станко «Горазд» Приможич (20 октября — 25 декабря 1944)
- Ян Концилия (25 декабря 1944 — 28 апреля 1945)

### Начальники штаба
- Рудолф «Сварун» Хриберник (26 октября — 27 ноября 1943)
- Франц «Славко» Ереб (27 ноября 1943 — 9 марта 1944)
- Янко «Стане» Презель (10 марта — 23 июля 1944)
- Франц «Милче» Ернейц (19 июня — 23 апреля 1944)
- Карел «Якец» Нардин (с 23 июля 1944 и до конца войны)